# Speedball (videogioco)
Speedball è un videogioco sportivo sviluppato dalla The Bitmap Brothers nel 1988. Uscì per i computer Amiga, Atari ST, Commodore 64 e MS-DOS e successivamente per le console Master System e NES. Lo Speedball è uno sport futuristico giocato con una palla su un campo simile a quello da hockey da 5 giocatori per squadra. Il campo è delimitato da pareti d'acciaio e la stessa palla è d'acciaio. Il gioco non prevede regole e ogni genere di contatto è permesso. Il videogioco ha avuto diversi seguiti.
La musica delle versioni per computer è stata composta da David Whittaker mentre Mark Coleman ha sviluppato la grafica delle versioni a 16 bit. Il gioco ebbe un buon successo per via del gameplay corretto, della buona grafica e delle musiche coinvolgenti.

## Serie
- Speedball 2: Brutal Deluxe (1991) per molti sistemi
- Speedball 2100 (2000) per PlayStation
- Speedball 2: Tournament (2007) per Windows
- Speedball 2: Evolution (2011) per Android, iOS, PlayStation 3, PSP
- Speedball 2 HD (2013) per Windows

Heavy Smash della Data East, prodotto nel 1993, è un videogioco arcade chiaramente ispirato a Speedball.